# معهد أورام جامعة الزقازيق
معهد الأورام - جامعة الزقازيق هو مشروع مصري (تحت الإنشاء) يهدف إلى علاج السرطان لجميع الأعمار بالمجان، ليس في الشرقية وحدها وإنما في محافظات الدلتا والقنال وسيناء. ويستهدف نحو 36 مليون مواطن مصري، ليصبح من أكبر وأهم المشروعات القومية في شمال مصر حالياً. يهدف المعهد لتخريج كوادر طبية على أعلي مستوى، هذه الكوادر متخصصة في علاج كافة أنواع السرطانات بجانب وجود قسم خاص بالبحث العلمي لتطوير علاج للمرض.
عرف المعهد أيضاً باسم معهد أورام الشرقية (300300)، نظراً لإن حساب التبرعات الخاص بالمعهد هو 300300 (البنك الأهلي المصري). بدأ العمل في الإنشاءات بشكل فعلي عام 2007 ولكن توقف المشروع عدة مرات نظراً لبطئ التمويل لإن المشروع يعتمد بشكل أساسي على التبرعات، وأيضاً لإنه لم يتم عمل دعايا للمعهد بشكل صحيح لعدم تخصيص جزء من نفقات المشروع للدعاية أو الإعلان؛ لذلك ومع بدايات عام 2011 كوّن مجموعة من شباب جامعة الزقازيق فريق تابع (لجمعية أصدقاء معهد الأورام) يدعى (فريق أصدقاء معهد أورام الشرقية 300300) وذلك تحت إشراف مجموعة من كبار أساتذة الجامعة؛ لتصحيح مسار الدعايا وللنهوض بالمشروع وتحويله من الدعايا الداخلية لدعايا تظهر أهمية هذا المشروع القومي العظيم بناءً على خطة عمل محددة ومنظمة.

## التأسيس
إتفقت جامعة الزقازيق مع رغبة محافظ الشرقية والأجهزة التنفيذية والشعبية في المحافظة على إقامة صرح طبي كبير ومتنوع في أهدفه وأغراضه وهو معهد الأورام كمشروع قومي يقدم الخدمات لحوالي 36 مليون مواطن مصري في أقاليم الدلتا والقناه وسيناء بشمال الجمهورية.
وذلك نظراً للتزايد المستمر لمرضى الأورام الخبيثة والذي يصل إلى حوالي تسعون آلف مريض متردد سنوياً في الشرقية وحدها، منهم 10% من الأطفال تحت 15 سنة بالإضافة إلى ثلاثة آلاف مريض جديد سنوياً يضاف إلى الأعداد السابقة كان حافزاً على الإسراع في إنشاء هذا الصرح الطبي خاصة أن كل المؤشرات تشير إلى أن الأورام الخبيثة أصبحت مشكلة صحية قومية وعالمية، فقد بلغ عدد المصابين بهذا المرض على مستوى العالم 7,6 مليون مريض عام 1985 ارتفع إلى 10.3 مليون عام 2000 ومن المتوقع أنه يصل إلى 16 مليون مريض عام 2020.
صدر قرار السيد رئيس الجمهورية رقم 119 لسنة 2003، بإنشاء معهد الأورام مما أسرع من وتيرة العمل في المشروع لشدة الحاجة إليه، خاصة بالنسبة للمرضى وذويهم الذين يعانون من مشقة السفر للعلاج خارج المحافظة، والذي قد يؤدى إلى تأخير التشخيص والعلاج وزيادة التكلفة.
ومن ثم خصص السيد محافظ الشرقية قطعة أرض بمساحة 12000 متر مربع على الطريق القديم لقرية هرية رزنة بالزقازيق وذلك بالقرار رقم 286 لسنة 2004 لقيام المعهد عليها والذي يتسع ل 500 سرير تبدأ المرحلة الأولى بعدد 200 سرير بالإضافة إلى مستشفى اليوم الواحد التي تقدم الخدمة إلى 150 مريض يومياً متضمناً الكشف والتحاليل والعمليات والجلسات العلاجية.
بدأ المشروع بجمع حوالي 11 مليون جنيه من التبرعات من أهالي الشرقية، وأستكمل هذا الجهد بمخاطبة أجهزة الدولة لأدراج خطة إنشاء المعهد ضمن الموازنة العامة، وتمت الموافقة على أساس أن يكون ثلثي تكاليف المشروع من التبرعات والثلت من الموازنة العامة للدولة.

## الإجراءات الإدارية
· وافق مجلس جامعة الزقازيق على إنشاء معهد الأورام في 4/9/2001.
· موافقة لجنة قطاع التعليم الطبي بالمجلس الأعلى للجامعات في 30/5/2002.
· صدر القرار الجمهوري رقم (119) لسنة 2003 في 17أبريل 2003 بتعديل بعض أحكام اللائحة التنفيذية لقانون تنظيم الجامعات المتضمن المادة الثالثة " إنشاء معهد الأورام بجامعة الزقازيق "
· صدر قرار السيد الأستاذ الدكتور وزير التعليم العالي والدولة للبحث العلمي رقم (1394) في 25/8/2003 بشأن إصدار اللائحة الداخلية لمعهد الأورام بجامعة الزقازيق.
· وافقت وزارة المالية على تمويل الوظائف المطلوبة في كتاب الجامعة وعددها 135 وظيفة (عدد55 وظيفة عضو هيئة تدريس و80 وظيفة لمعاوني أعضاء هيئة التدريس) وذلك تحت التوزيع لاحتياجات التشغيل تطبيقاً للتأشير العام رقم 18/ج من تأشيرات موازنة السنة المالية وذلك بكتابها بتاريخ 14/2/2004
· صدر قرار السيد الأستاذ الدكتور محافظ الشرقية رقم (286) لسنة 2004 بتخصيص قطعة أرض فضاءومساحتها 12180 م2 أي ما يعادل (2 فدان، 21 قيراط، 14 سهم) ضمن أملاك الدولة بزمام هرية رزنة مركز الزقازيق لصالح جامعة الزقازيق لإقامة معهد الأورام عليها.
· صدر قرار الأستاذ الدكتور رئيس الجامعة رقم (414) بتاريخ 11/5/2003 بتشكيل مجلس إدارة مؤقت لمعهد الأورام برئاسة السيد الأستاذ الدكتور ماهر الدمياطي نائب رئيس الجامعة لشئون التعليم والطلاب في هذا الوقت.

## الإجراءات المالية
· هذه الإجراءات التي اتخذت تمت بالتوازي بإجراء حملة تبرعات لمشروع معهد الأورام مع محافظة الشرقية وفقا لترخيص جمع المال العام وقد استطاعت الجامعة جمع تبرعات ما يقرب من 8 ثمانية ملايين جنيهاً مودعة باسم جمعية أصدقاء الشرقية تم إدراج مشروع معهد الأورام بجامعة الزقازيق بالخطة الخمسية 2002/2007 وأدرج لها اعتماد بالخطة لعام 2005/2006.
· تم فتح حساب رقم 300300 بالبنك الأهلي المصري لتلقي التبرعات باسم معهد الأورام
وتم بعد ذلك التعاقد مع شركة فوري للتحصيل الإلكتروني وإضافة معهد أورام 300300 لقائمة تبرعات فوري، ومن ثم أصبح بإمكان المتبرع إيداع تبرعه فوراً عن طريق منافذ فوري المعتمدة على مستوى الجمهورية.

## أهداف المعهد
1. إعداد الكوادر المتخصصة بدقة في علوم الأورام الإكلينيكية والعلوم الأساسية للأورام وعلاج الألم.
2. التعليم الطبي المستمر في مجال الأورام للأطباء الراغبين للعمل في هذا المجال وكذا التعليم لهيئة التمريض في مجال الأورام.
3. إجراء الرعاية الاجتماعية والنفسية اللازمة لمرضى الأورام.
4. تطوير سبل العلاج والمتابعة لمرض الأورام بما يتناسب مع التطورات العلمية الحديثة فئ مجالات الأورام المختلفة.
5. استمرارية البحث العلمي لاكتشاف المسرطنات المختلفة بالبيئة المصرية وطرق مقاومتها.
6. التوعية الصحية اللازمة في مجال الأورام للمواطن والطبيب.
7. أن يكون معهد الأورام بجامعة الزقازيق المرجع العلمي والعلاجي والخدمي لجميع المراكز المتواجدة والمختلفة في هذا المجال بالمنطقة المحيطة به للتدخل في الوقت المناسب لعلاج الحالات الحرجة التي يصعب علاجها بداخل هذه المراكز على غرار المعهد القومى للأورام بالقاهرة.
8. الكشف المبكر للأورام ومتابعتها عن طريق إعداد البرامج العلمية اللازمة للفحص المبدئي والكشف المبكر مما يكون له مردوداً اقتصادياً عالمياً لتوفير الموارد المالية التي تنفق على الحالات المتأخرة.
9. يقوم المعهد بمنح الدرجات العلمية بمقتضى ما تقضى به المادة الثالثة من اللائحة الداخلية للمعهد كالأتي:

- درجة الدبلوم
- درجة الماجستير
- درجة الدكتوراه في علوم الأورام الإكلينيكية.
- درجة الدكتوراه في العلوم الأساسية للأورام.

وهذا يتضح من خلال ما تقضى به اللائحة الداخلية للمعهد التي وافق عليها مجلس الجامعة ولجنة القطاع الطبي بالمجلس الأعلى للجامعات الصادر بها القرار الوزاري رقم (1394) بتاريخ 25/8/2003.
كان للدارسات الطبية والاقتصادية والبيئية التي تقدمت بها الجامعة بناءً على ما تقدم النجاح في أخذ الخطوات الايجابية لوضع المشروع ضمن أهداف الجامعة والدولة والتي بدأت بلورتها في نهاية عام 2001 واستمرت تلك الخطوات واحدة تلو الأخرى وتخلل تلك الفترة فترات الاعتماد المؤسسى من الدولة للمشروع والأخرى بداية تنفيذ المشروع لطرح عملية إنشاؤه

## مرافق المعهد
- مستشفى متخصص لعلاج ومتابعة وتشخيص مرضى الأورام " رجال وسيدات واطفال سعتة 500 سرير تبدا ب 200 سرير كمرحلة أولى
- مستشفى اليوم الواحد ويستطيع ان يخدم 150 مرض يوميا من عمليات صغرى وتحاليل وفحوصات اشعاعية وكذا علاج كيماوى وعلاج اشعاعى
- قسم متخصص في مجال تطوير سبل العلاج والمتابعة والتشخيص على حيوانات التجارب

## أقسام المعهد
- قسم جراحة الأورام وازالة الالم
- قسم التخدير والإنعاش
- قسم طب الأورام الاكلينيكى واورام الدم للكبار
- قسم باثولوجيا الدم
- قسم طب الأورام الاكلينيكى واورام الدم للاطفال
- قسم بيولوجيا الدم
- قسم الاشعة الجلاعية والطب النووى والأورام والإحصاء
- قسم وبائيات الأورام
- قسم طب الأورام المعملى وسراطانات الدم
- قسم اشعة الأورام
- قسم الروماتيزم والتأهيل لمرضى الأورام
- قسم الطب النفسى لمرضى الأورام
- قسم المايكروبيولوجى والفيروسات والمناعة

## جمعية أصدقاء المعهد
تم تأسيس وإشهار جمعية أصدقاء معهد الأورام بجامعة الزقازيق، وان رقم حساب الجمعية بالبنك الاهلي - فرع أحمد عربي 330330.
واشار د. باسم عاشور نائب رئيس الجامعة لشئون خدمة المجتمع وتنمية البيئة ان الجمعية تهدف الي تقديم الدعم المعنوي والأكاديمي لمعهد الأورام، وتقديم الرعاية المتكاملة لمرضي الأورام نفسيا واجتماعيا وماديا وطبيا.
واكد د طارق جعفر المشرف العام علي المعهد ان الجمعية تهدف الي اقامة المؤتمرات العلمية، وتنظيم الندوات والمحاضرات عن الأورام وطرق الوقاية والعلاج، وتقديم المساعدة العلمية والاجتماعية للمرضي، والمساهمة في توفير أماكن آمنة للعلاج، بالإضافة الي الدعم المادي لاستكمال معهد الأورام الجديد.
ومن أعضاء مجلس إدارة الجمعية:-
- أ.د/طارق يوسف جعفر
- د/محمد باسم عاشور
- أ.د/عبد الباسط متولي عاشور
- أ.د/إلهام محمود عبد الخالق
- د/أيمن أحمد رسمي
- د/نيفين جورج الانطوني
- د/تامر حسن مصطفي

جمعية اصدقاء معهد الأورام جامعة الزقازيق تضم مجموعة من المخلصين المحبين للوطن والذين عاهدوا أنفسهم وأخذوا على عاتقهم التحدى لتحقيق منهج التكافل والتعاون والمساعدة لمرضى السرطان وقد تم تسجيلها رسميا كجمعية أهلية غير حكومية من خلال وزارة الشئون الاجتماعية والتامينات في عام 2010
وضعت جمعية اصدقاء معهد الأورام يدها على حلم هام جدا يحلم به آلاف من المرضى وذويهم الذين يعانون من نقص العلاج وتاخر التشخيص وتاخر تلقى العلاج وعدم توافر أماكن تستوعب اعدادهم التي تشهد تزايدا مستمرا.. وجدت الجمعية ان اقامة مستشفى جديد خاص بالأطفال يجب أن يكون على احدث اساليب التكنولوجيا العلمية والطبية والتي من شانها ان توفر ارقى اساليب علاج أطفال السرطان.. في الرعاية الصحية والنفسيه للاطفال المصابين بمرض السرطان والهدف الأول لجمعيه اصدقاء معهد الأورام هو المساهمة في تمويل الصرح الجديد في محافظه الشرقية وتطوير برامج ناجحه قادره علي مقاومه ومكافحه هذا المرض وان تكون هذه البرامج المتكامله مصدر تفاؤل وأمل في حياه أفضل لجميع مرضي السرطان في مصر.
بقامة المؤتمرات العلمية، وتنظيم الندوات والمحاضرات عن الأورام وطرق الوقاية والعلاج، وتقديم المساعدة العلمية والاجتماعية للمرضي، والمساهمة في توفير أماكن آمنة للعلاج، بالإضافة الي الدعم المادي لاستكمال معهد الأورام الجديد.
بادر بالتبرع والتوجه للتبرع لاكتمال إنشاء معهد الأورام بجامعة الزقازيق على حساب 300300 البنك الاهلى المصري.

## وصلات خارجية
• الموقع الرسمي لمعهد الأورام - جامعة الزقازيق